# Begravning

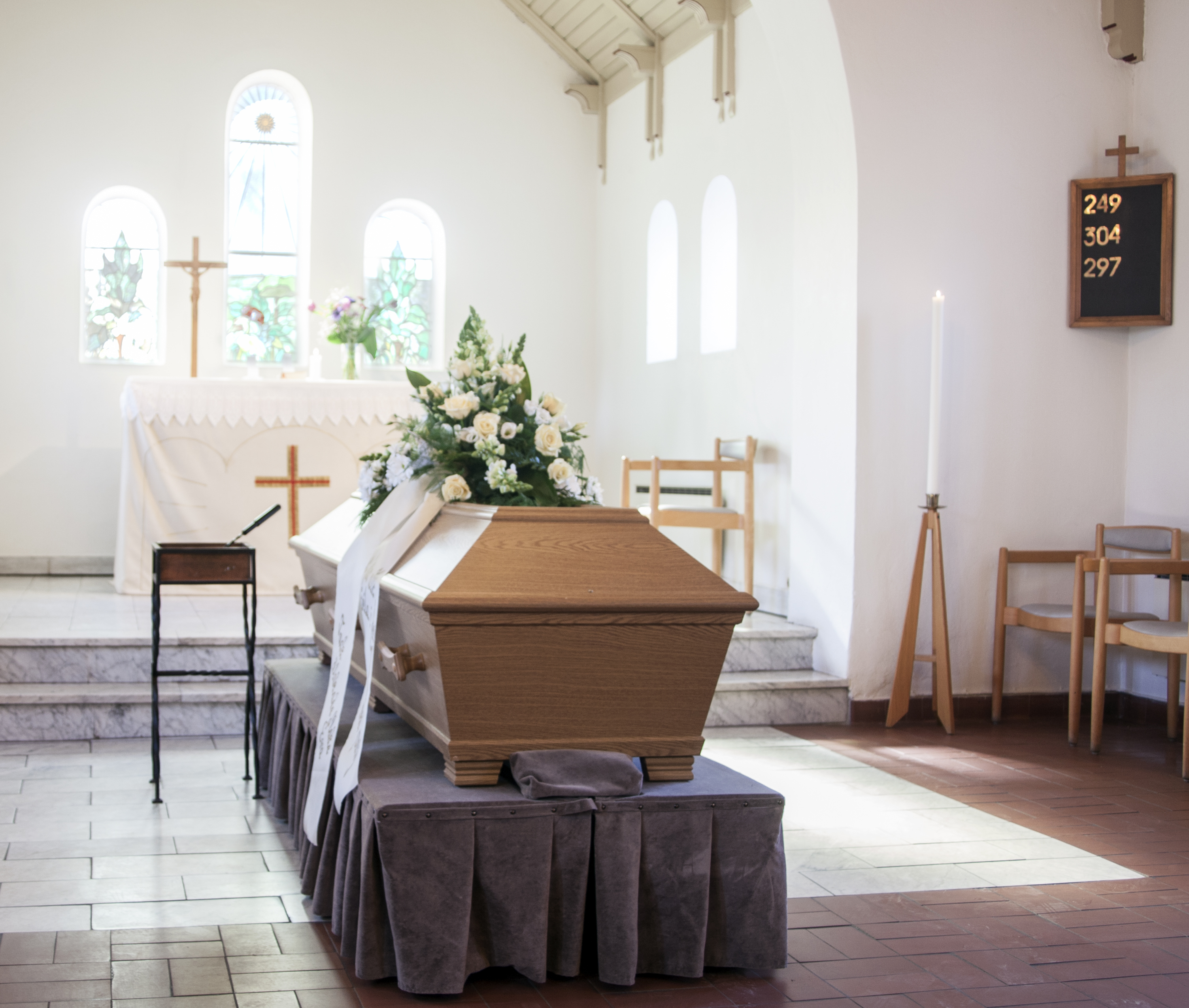
Kristet gravkapell i Hässleholm förberett för begravning.

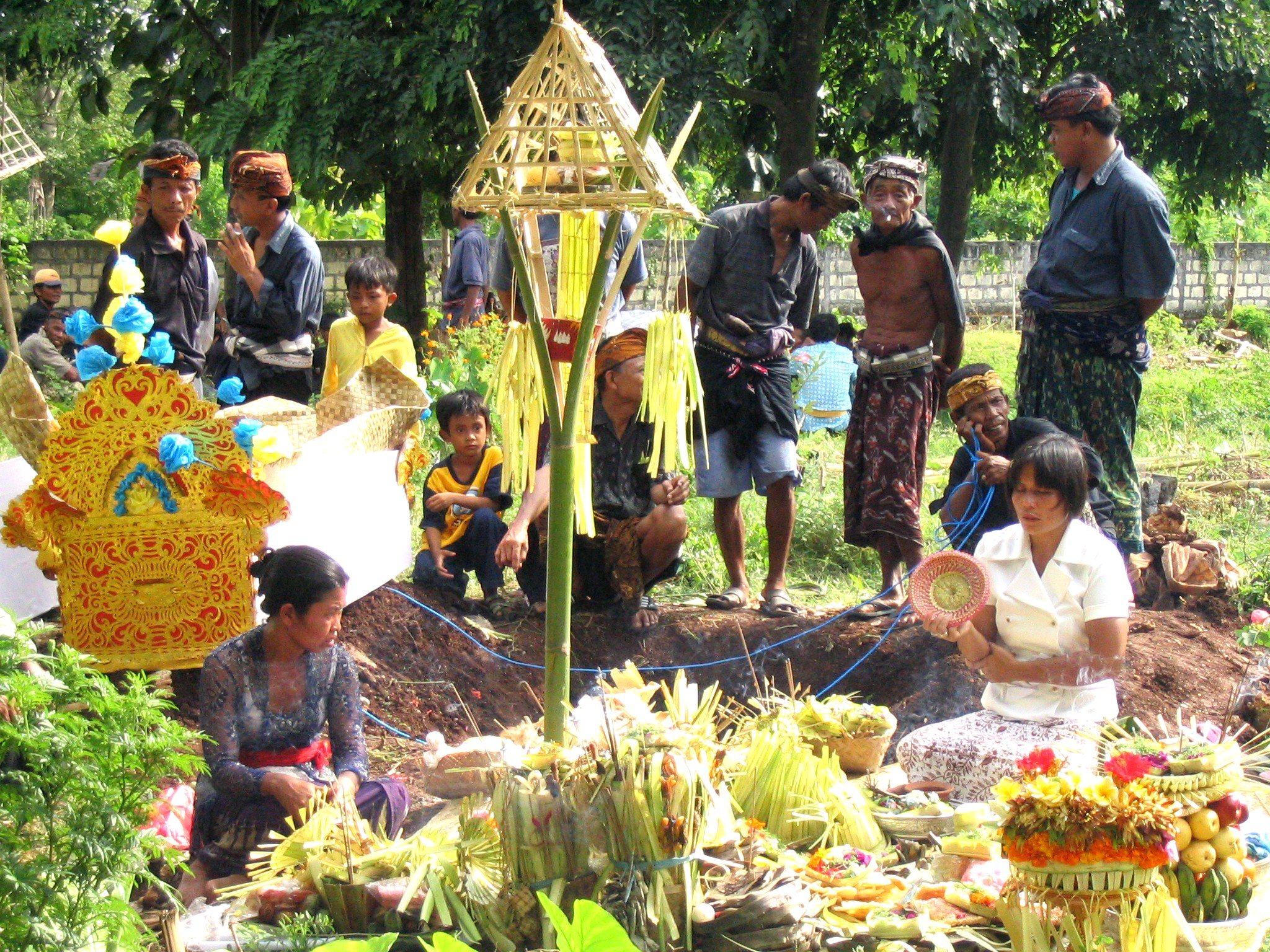
En begravning på Bali enligt hinduisk tradition (mars 2004).

Begravning, formellt tidigare kallat jordfästning, är en ceremoni inför gravsättningen av en avliden. Se gravskick för olika former av gravar.
Begravning i allmän mening är en handling där en avliden med eller utan religiösa eller världsliga ceremonier förs till och läggs i graven.

## Jordfästning i folktron
Jordfästning är egentligen en beteckning på en magisk handling varigenom den avlidna bands, fästes, vid jorden, så att han eller hon inte skulle gå igen och besvära eller skada efterlevande. I nordisk folktro tänktes även mördade vars mördare ännu gick fria gå igen. Därför fann man till exempel tre pålar genom bålen och en genom kläderna på Bockstensmannen. Innan begravningen skulle liket tvättas och beredas, ofta av äldre kvinnor som hade detta som yrke. Vattnet man tvättat liket med måste hällas ut på en säker plats eftersom det ansågs kunna förorsaka sjukdom som epilepsi eller utslag. Liket kläddes i sina bästa kläder eller i svepning. I kistan kunde olika föremål läggas, till exempel blommor eller något som förknippades med den avlidna, men folktron förespråkade även att man satte vassa föremål i kistan för att motverka att de döda skulle gå igen.

## Kristen jordfästning

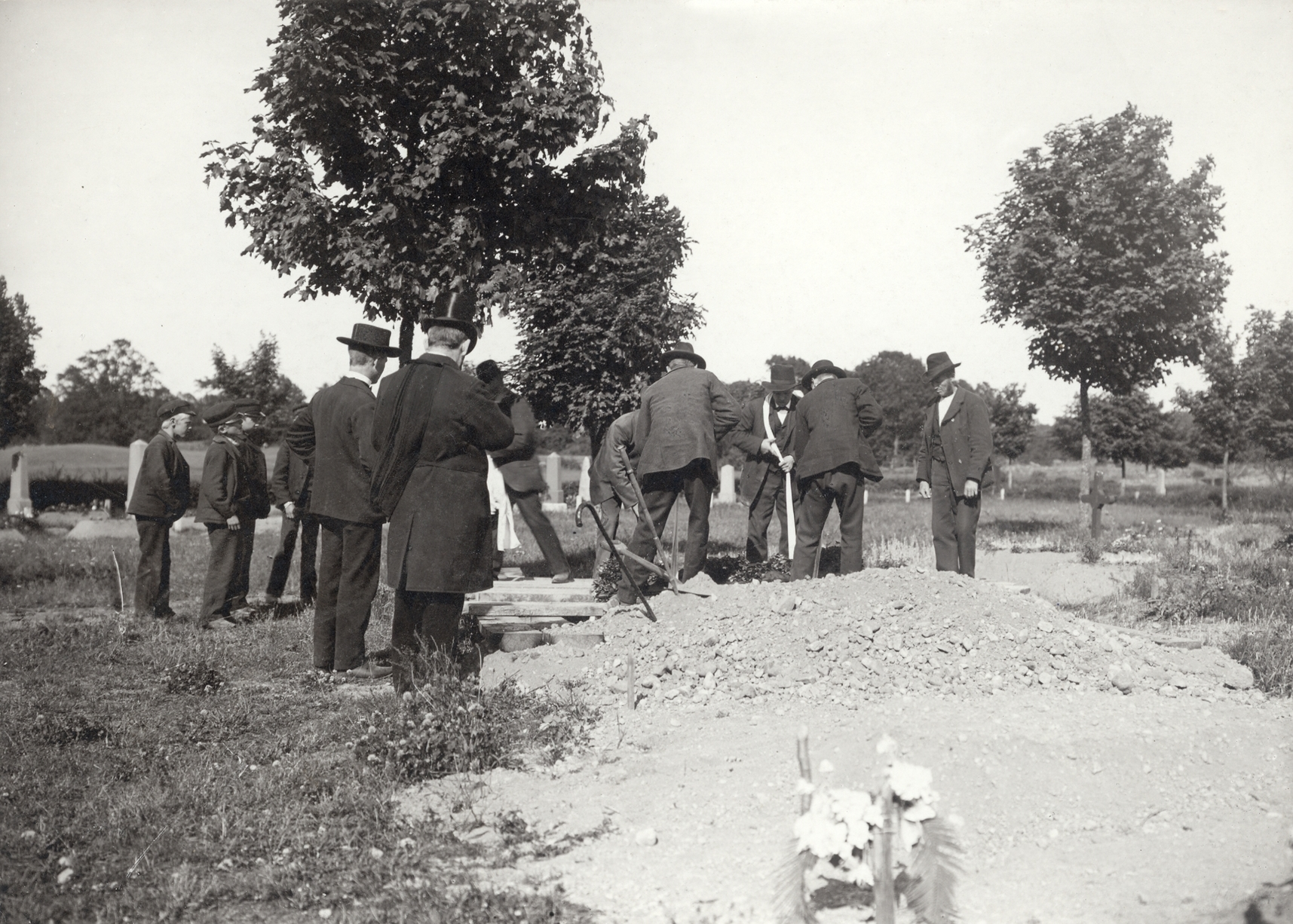
Fattigbegravning på Torsås kyrkogård, 1904.

Den första svenska evangeliska jordfästningsordningen stadfästes i Olaus Petris handbok 1529. Den hade ur den medeltida ordningen endast behållit jordfästningen och likvigningen. Likvigningen där prästen välsignade den nyss avlidne, som efter reformationen kom att kallas utläsning, förbjöds i kyrkoordningen 1686, men övertogs i stället av lekmän. Den följdes därefter av likvakan, som förbjöds genom kyrkolagen 1686, då den ansågs ofta urarta till dans och lekar där öl och brännvin serverades. Den kom dock att leva kvar i seden att "sjunga ut lik". I äldre tid skottades ofta graven igen under psalmsången. Under 1600-talet blev likpredikningar vanliga, de ersattes senare av griftetal, vilket dock aldrig blev obligatoriskt. År 1686 bestämdes att de som kristligt levat skulle ärligen och på behörigt sätt till graven befordrade vara. Det fastställde även att jordfästningen skulle förrättas av präst i svenska kyrkan (senare fick vissa religiösa samfund rätt att själva begrava sina döda). Begravning fick endast ske på för ändamålet avsedd begravningsplats. Förlust av hederlig begravning blev ett straff. Man skilde mellan neslig begravning (för vissa grova brottslingar) och stilla begravning utan sång och klockringning och med förkortad ritual (för vissa brottslingar, odöpta barn och för dem som begått självmord). Kyrklig begravning var fram till 1926 obligatorisk för medlem i svenska kyrkan, då möjlighet öppnades för borgerlig begravning.

## Begravningsriter
- Kyrklig begravning
- Militärbegravning (Sverige)
- Statsbegravning
- Begravningsritual (olika religioner)
- Borgerlig begravning
- Eldbegängelse
- Jordbegravning
- Rymdbegravning
- Jazzbegravning